# Zalipais benthicola
Zalipais benthicola es una especie de molusco gasterópodo de la familia Liotiidae.

## Distribución geográfica
Se encuentra  en Nueva Zelanda.